# Mohamed Mouldi Marsit
Mohamed Mouldi Marsit (* 14. Januar 1944 in Kebili; † 8. September 2016) war ein tunesischer Jurist. Er war von 1996 bis 2005 Richter am Internationalen Seegerichtshof.
Sein Studium absolvierte er an der École Nationale d'Administration in Tunis. Danach trat er in den Staatsdienst ein, war zunächst Verwaltungsbeamter, dann Abteilungsleiter und zuletzt Berater der tunesischen Regierung. 1994 wechselte er in den auswärtigen Dienst seines Landes. Er fungierte bei verschiedenen Gelegenheiten als Vertreter des Premierministers. So nahm er beispielsweise von 1975 bis 1980 dessen Rechte bei der tunesischen Firma Compagnie Tunisienne de Navigation wahr. Im Continental Shelf Case vertrat Marsit die tunesische Regierung vor dem Internationalen Gerichtshof. Er war Mitglied der tunesischen Delegation bei der 3. UN-Seerechtskonferenz und nahm an den Beratungen zur Gründung der Internationalen Meeresbodenbehörde und des Internationalen Seegerichtshofs teil. Vom 1. Oktober 1996 bis zum 30. September 2005 war Marsit Richter am Internationalen Seegerichtshof in Hamburg.

## Publikationen (Auswahl)
- Le tribunal du droit de la mer : présentation et textes officiels. Pédone, Paris 1999, ISBN 2-233-00350-0.
- Cinquième anniversaire du Tribunal international du droit de la mer. In: Vincent Coussirat-Coustère (Hrsg.): La mer et son droit : mélanges offerts à Laurent Lucchini et Jean-Pierre Quéneudec. Pédone, Paris 2003, ISBN 2-233-00420-5, S. 429.
- L' Afrique et le nouveau droit de la mer à la lumière de l'expérience tunisienne. Centre de Publ. Univ., Tunis 2003, ISBN 9973-25-102-4.